# Japan Open Tennis Championships 2013
Il Japan Open Tennis Championships 2013 è stato un torneo di tennis giocato su campi in cemento all'aperto. Si tratta della 41ª edizione del Japan Open Tennis Championships e faceva parte del circuito ATP World Tour 500 series nell'ambito dell'ATP World Tour 2013. Gli incontri si sono svolti all'Ariake Coliseum di Tokyo, Giappone, dal 30 settembre al 6 ottobre 2013.

## Partecipanti ATP

### Teste di serie
| Nazionalità | Giocatore             | Ranking* | Testa di serie |
| ----------- | --------------------- | -------- | -------------- |
| Argentina   | Juan Martín del Potro | 7        | 1              |
| Francia     | Jo-Wilfried Tsonga    | 8        | 2              |
| Canada      | Milos Raonic          | 11       | 3              |
| Giappone    | Kei Nishikori         | 12       | 4              |
| Francia     | Gilles Simon          | 14       | 5              |
| Spagna      | Nicolás Almagro       | 17       | 6              |
| Sudafrica   | Kevin Anderson        | 21       | 7              |
| Serbia      | Janko Tipsarević      | 23       | 8              |

* Ranking al 23 settembre 2013.

### Altri partecipanti
I seguenti giocatori hanno ricevuto una wildcard per il tabellone principale:
- Juan Martín del Potro
- Tatsuma Itō
- Gō Soeda
- Yūichi Sugita

I seguenti giocatori sono passati dalle qualificazioni:

- Benjamin Becker
- Marco Chiudinelli
- Ryan Harrison
- Édouard Roger-Vasselin

## Punti e montepremi

### Distribuzione dei punti
| Torneo    | V   | F   | SF  | QF | 2T | 1T   | Q    | Q2   | Q1   |
| Singolare | 500 | 300 | 180 | 90 | 45 | 0    | 20   | 10   | 0    |
| Doppio    | 500 | 300 | 180 | 90 | 0  | N.D. | N.D. | N.D. | N.D. |

### Montepremi
| Torneo    | V        | F        | SF      | QF      | 2T      | 1T     | Q2     | Q1   |
| Singolare | $312,000 | $140,700 | $66,650 | $32,160 | $16,400 | $9,020 | $1,020 | $565 |
| Doppio    | $92,200  | $41,600  | $19,610 | $9,480  | $4,870  | N.D.   | N.D.   | N.D. |

## Campioni

### Singolare
Juan Martín del Potro ha sconfitto in finale  Milos Raonic per 7–6(5), 7-5.
- È il sedicesimo titolo in carriera per Del Potro e il terzo del 2013.

### Doppio
Rohan Bopanna /  Édouard Roger-Vasselin hanno sconfitto in finale  Jamie Murray /  John Peers per 7–6(5), 6-4.